# Artur Carlos de Barros Basto
Artur Carlos de Barros Basto OC • OA (nombre hebreo: Abraham Israel Ben-Rosh) (Amarante, 18 de diciembre de 1887 - Oporto, 8 de marzo de 1961) fue un militar de carrera, pero también escritor y filósofo que publicó diversas obras relacionadas con judaísmo. Fue un importante líder judío y promotor de la creación de la comunidad judía de Oporto, cuyo nombre oficial es Comunidade Israelita do Porto, y de la construcción de la Sinagoga Kadoorie. Ayudó al regreso de los criptojudíos al judaísmo y a los refugiados judíos en la Segunda Guerra Mundial.

## Vida y Obra
De joven, Barros Basto supo por su abuelo, cuando estaba en su lecho de muerte, que tenía antepasados judíos. Su familia ya no guardaba los preceptos judíos y sólo se enteró de la existencia de judíos en Portugal en 1904 cuando leyó un artículo periodístico que se refería a la inauguración de la sinagoga Shaaré Tikva en Lisboa.
Años después, inició su vida militar y, cuando el ejército le ordenó asistir a un curso en la Escola Politécnica de Lisboa, el joven Barros Basto acudió a la sinagoga de la ciudad, en un intento de ser admitido allí. Los líderes de la sinagoga no lo permitieron, pero Barros Basto no se dio por vencido.
Al instaurarse la República, en 1910 Barros Bastos fue quien izó la bandera republicana en la ciudad de Oporto.
En la Primera Guerra Mundial, ya un teniente del ejército comandaba un batallón del Cuerpo Expedicionario Portugués en el frente de Flandes. Por su valentía y honor en el campo de batalla, fue condecorado y ascendido a capitán.
Barros Basto fue autodidacta y, tras aprender hebreo, se fue a vivir un tiempo a Marruecos, donde inició formalmente un proceso de conversión al judaísmo (conocido en hebreo como Geirut). Vio completado su proceso cuando en Tánger fue circuncidado y posteriormente sometido a un tribunal rabínico (Beit Din). Así que cambió su nombre a Abraham Israel Ben-Rosh.
De regreso a Lisboa, se casó con Lea Israel Montero Azancot, de la Comunidad Israelí de Lisboa, con quien tuvo un hijo y una hija. También tuvo varios nietos y bisnietos, su nieta Isabel Ferreira Lopes es actualmente vicepresidenta de la Comunidad Israelí de Oporto. También es tatarabuelo-tío político (GGUIL) de la actriz Daniela Ruah.
El 25 de junio de 1919 fue nombrado Oficial de la Orden Militar de Cristo y el 5 de octubre de 1923 fue nombrado Oficial de la Orden Militar de Avis.

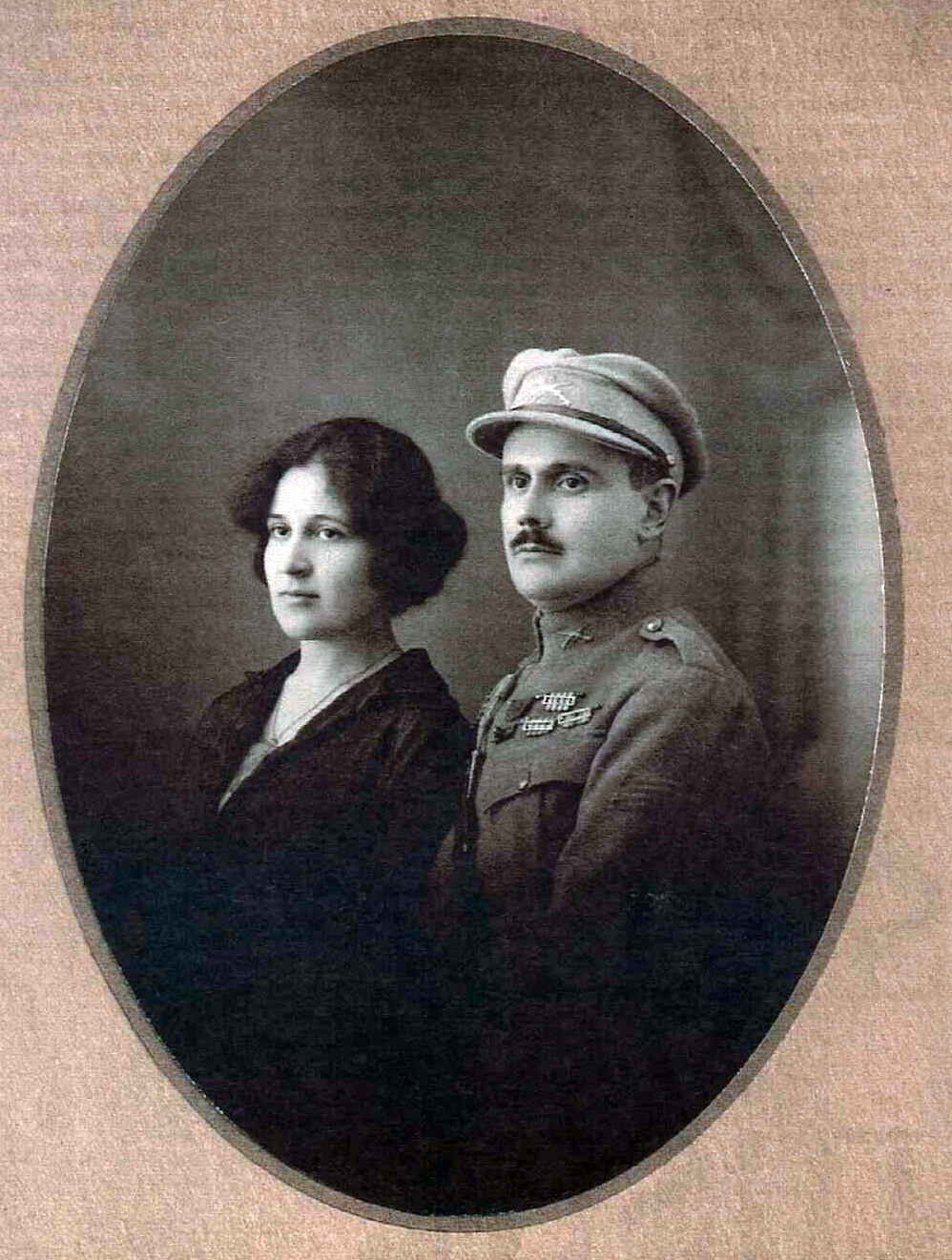
Lea Azancot y Barros Basto.

En 1921 regresa a Oporto con su mujer. En ese momento Barros Basto se dio cuenta de que en la ciudad había sólo menos de veinte judíos asquenazíes que, al no tener sinagoga, no estaban organizados y tenían que viajar a Lisboa cada vez que, por motivos religiosos, era necesario.
Cuando se dio cuenta de esta realidad, empezó a pensar que era necesaria la construcción de una sinagoga y, en 1923, tomó la iniciativa de registrar oficialmente la Comunidad Israelí de Oporto y el Centro Teológico Israelita en el Gobierno Civil de Oporto.
El edificio actual de la sinagoga solo se comenzaría a construir años después, pero la comunidad se organizó y alquiló una casa en la calle Elías García, que comenzó a funcionar como sinagoga. Con el paso del tiempo, más y más personas aparecían en la sinagoga, decían ser descendientes de judíos obligados a convertirse en el siglo XV, afirmaban practicar aún, en la clandestinidad de sus hogares, algunas prácticas y rituales judíos. Estas personas, los criptojudíos, comenzaron a participar en los servicios religiosos.
En 1927, fundó y dirigió el periódico Ha-Lapid, órgano de la comunidad israelí de Oporto. Se publicó hasta 1958.
La veracidad de estos criptojudíos fue probada por Barros Basto y el comité de Londres, quienes descubrieron que no mentían sobre sus orígenes, ya que aun así demostraron mantener sus oraciones a Hashem y respetar el día de Shabat como sus antepasados. Cabe señalar, además, que en el Acta n.º 68 de la Junta (Maâmad) de la Comunidad Israelí de Oporto, se estableció que cualquier persona que “pruebe absolutamente su origen judío” sería aceptada en la congregación.

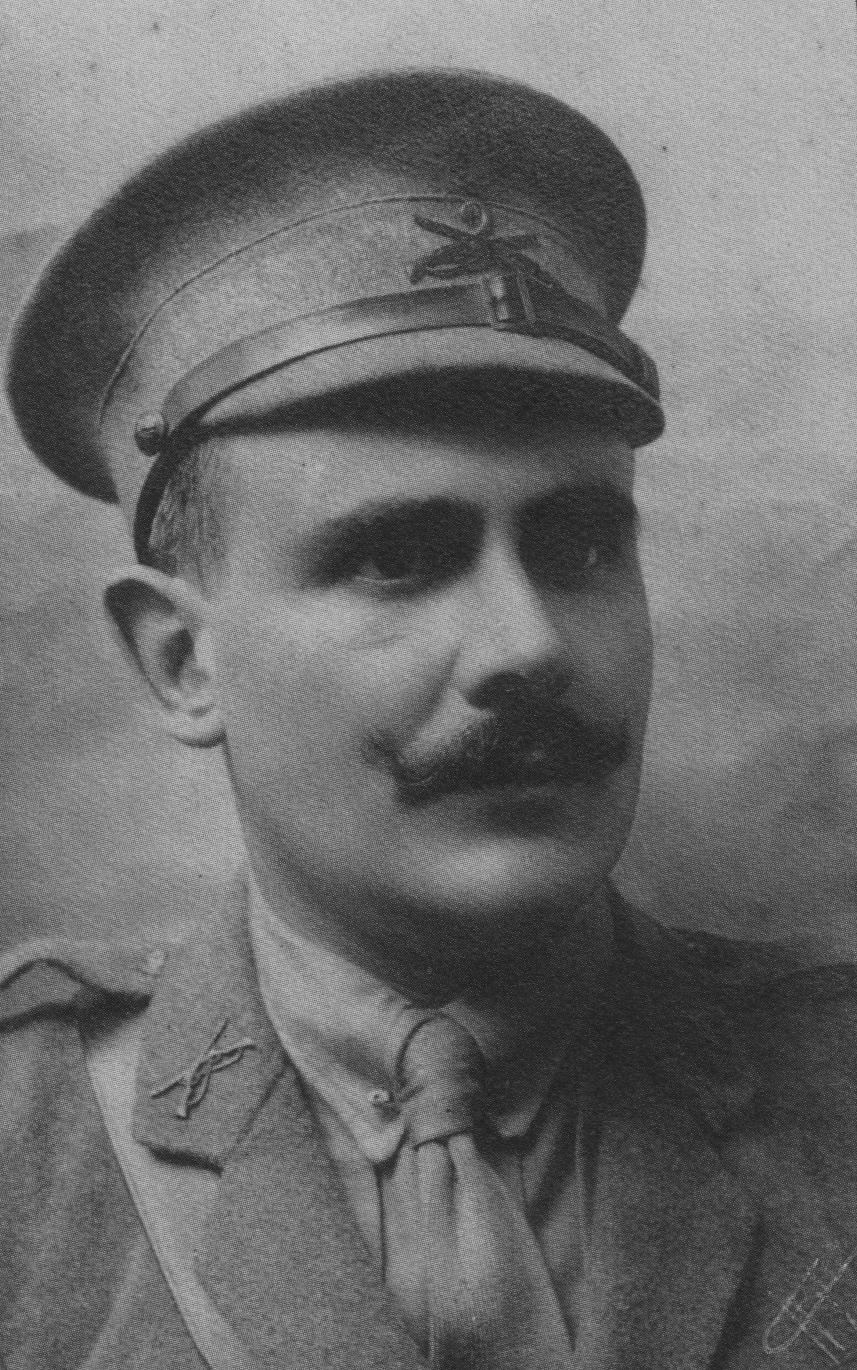
Barros Basto

Esta situación despertó el interés de Barros Basto, por lo que decidió visitar con frecuencia pueblos y ciudades de Trás os Montes y Beiras en busca de más personas interesadas en volver al judaísmo. Esta medida llamó la atención de algunas personas, principalmente de algunas comunidades judías, como la Comunidad de judíos portugueses de Londres, que creó el “Comité de Marranos portugueses”, una organización con el objetivo de ayudar a las personas que querían volver al judaísmo.
Con el cambio de régimen en la década de 1930, Barros Basto comenzó a vincularse con la oposición y no tardó en ser perseguido por el ejército. Comenzó a colocarse en lugares cada vez más alejados de Oporto, en un intento de alejarla de la Sinagoga y de la Comunidad.
En 1937, Barros Basto fue juzgado por el Consejo Superior de Disciplina del Ejército y expulsado de la institución por presunta participación en las ceremonias de circuncisión (en hebreo, brit milá ) de los alumnos del instituto teológico israelí de Oporto, hecho que el Concilio la consideró “inmoral” pero que es una práctica fundamental para el pueblo judío.
Un año después, en 1938, Barros Basto vio inaugurado su gran proyecto, la sinagoga Kadoorie, en Oporto. Su construcción se inició en 1929 cuando Barros Basto logró recaudar fondos para adquirir el terreno y construir el edificio. Esta es la sede de la Comunidad Israelí de Oporto y aún hoy mantiene sus funciones religiosas.
Ya retirado del ejército, ayudó a cientos de judíos que huían de la Segunda Guerra Mundial a escapar de la guerra y del Holocausto, permitiéndoles reiniciar sus vidas en otros países. Recientemente, la Comunidad Israelí de Oporto firmó un protocolo con el Museo Conmemorativo del Holocausto de los Estados Unidos con el fin de proporcionarle miles de documentos y archivos individuales de refugiados que, con la ayuda de Barros Basto, pudieron reconstruir sus vidas desde Oporto.
Murió en 1961, y fue sepultado en el cementerio de Amarante, ciudad donde nació, según su deseo, vistiendo el uniforme con el que siempre sirvió a su patria. En su lecho de muerte exclamó que algún día se le haría justicia, justicia que recién llegaría en 2012, más de 50 años después de su muerte.

## Rehabilitación
A raíz de una petición presentada a la Asamblea de la República, por su nieta Isabel Ferreira Lopes, el 31 de octubre de 2011, el nombre de Barros Basto fue rehabilitado el 29 de febrero de 2012.
La petición, aprobada por unanimidad de todos los partidos políticos, concluyó que Barros Basto, cuando fue retirado del ejército, fue víctima de segregación político-religiosa por ser judío. "Barros Basto fue separado del Ejército por un clima general de animosidad en su contra motivado por el hecho de que era judío", se puede leer en el documento al que tuvo acceso la Agencia LUSA.
A su vez, la Resolución n.º 119/2012 de la Asamblea de la República, del 10-08, recomendó al gobierno realizar una reincorporación simbólica de Barros Basto al Ejército, a título póstumo, "en categoría nunca inferior a la que el militar de que se trate tendría derecho si no se le hubiera iniciado el proceso que motivó su destitución."
En declaraciones a LUSA, Isabel Ferreira Lopes, nieta de Barros Basto y vicepresidenta de la Comunidad Israelí de Oporto, dijo que, tras la rehabilitación de su abuelo, el siguiente paso fue la rehabilitación de la sinagoga de Oporto: "En el año de la rehabilitación del fundador del israelita do Porto, también se rehabilitará la sinagoga".